# ماغنوس يوهانسون (لاعب هوكي الجليد)
ماغنوس يوهانسون (بالسويدية: Magnus Johansson)‏ (و. 1973  م) هو لاعب هوكي الجليد، من السويد، ولد في لينشوبينغ، شارك في الألعاب الأولمبية الشتوية 2010، يلعب كمدافع ‏.

## روابط خارجية
- ماغنوس يوهانسون على موقع دوري الهوكي الوطني (الإنجليزية)
- ماغنوس يوهانسون على موقع قاعة مشاهير الهوكي (لاعب أن.إتش.أل) (الإنجليزية)
- ماغنوس يوهانسون على موقع دوري الهوكي للقارات (الإنجليزية)
- ماغنوس يوهانسون على موقع EliteProspects.com (الإنجليزية)
- ماغنوس يوهانسون على موقع Eurohockey.com (الإنجليزية)
- ماغنوس يوهانسون على موقع HockeyDB.com (الإنجليزية)
- ماغنوس يوهانسون على موقع Hockey-Reference.com (الإنجليزية)
- ماغنوس يوهانسون على موقع أوليمبيديا (الإنجليزية)
- ماغنوس يوهانسون على موقع اللجنة الأولمبية السويدية (السويدية)